# Efecto de raza cruzada
El efecto de raza cruzada (a veces llamado sesgo de raza cruzada, sesgo de otra raza o sesgo de raza propia) se refiere a nuestra tendencia de reconocer más fácilmente miembros de nuestra propia raza. Se hizo un estudio el cual examino 271 casos judiciales reales. El resultado de este examen mostró que testigos identificaron correctamente al 65% de los acusados que eran de su misma raza. Por otra parte, 45% de los acusados que fueron identificados pertenecían a otra raza que la del testigo.
En psicología social, el efecto de raza cruzada es descrito como la "ventaja endogrupo". En otros campos, el efecto puede ser visto como una forma específica de la "ventaja endogrupo" ya que es solamente aplicado en situaciones interraciales o interétnicas, mientras que la "ventaja endogrupo" puede hacer referencia a situaciones mono-étnicas.
Un estudio más profundo sobre el efecto cruzado de raza también ha demostrado dos tipos de procesamiento para el reconocimiento de caras: por los rasgos y holísticos. Se ha descubierto que el proceso holístico (que ocurre más allá de las partes individuales de la cara) es usado más comúnmente en situaciones de la misma raza, pero hay un efecto de experiencia, que quiere decir que a la vez que una persona gana más experiencia con aquellos de una raza particular, él o ella empezará a usar más el proceso holístico. El procesamiento de rasgos es usado mucho más comúnmente con un estímulo o con una cara desconocida.

## Aproximaciones teóricas

### Historia
La primera investigación del efecto de raza cruzada fue publicada en 1914.
Exponía que los humanos tienden a percibir a personas de otras razas que no son la suya como todos parecidos. En igualdad de condiciones, los individuos de una raza dada son distinguibles entre sí en proporción a su familiaridad o contacto con la raza en su conjunto. De este modo, al caucasiano no iniciado, todos las personas del este asiático se parecen, mientras que para las personas del este asiático, todos los caucasianos se parecen. Esta verdad no se sostiene cuando gente de diferentes razas se familiariza con razas diferentes de la suya.

### Ventaja endogrupo
El efecto de raza cruzada tiene una fuerte conexión con el fenómeno de ventaja endogrupo. Con la ventaja del endogrupo, las personas evalúan y juzgan a los miembros de su propio grupo autodefinido como siendo mejor y más justo que los miembros de otros grupos (desventaja del grupo de afuera). Los psicólogos sociales han demostrado en los últimos 30 años que hasta los aspectos más pequeños de diferenciación, como preferencia por el sabor del helado o estilo de música, pueden provocar ventaja endogrupal. Si el factor de construcción del grupo es la raza de una persona, entonces el efecto de raza cruzada aparece. El favoritismo de los miembros del endogrupo también resulta de la disminución de la motivación innata para leer el rostro de una persona de otro grupo o cultura. Hess, Senecal & Kirouac mostraron en 1996 que la motivación para decodificar la expresión facial emocional al instante, disminuyó cuando el sujeto experimental se dio cuenta de que el rostro pertenecía a una persona de otra raza.

### El efecto raza cruzada y el reconocimiento de emociones
Un metaanálisis de varios estudios sobre el reconocimiento de las emociones en las expresiones faciales, revelaron que la gente podría reconocer e interpretar la expresión facial emocional de una persona de su propia raza más rápido y mejor que una persona de otra raza. Estos hallazgos se aplican a todas las razas de la misma manera. Algunos estudios muestran que otras razas, en comparación con la propia raza, tienen de manera diferente formas faciales y diferentes detalles dentro de una expresión facial, haciendo difícil para los miembros de otras razas descifrar las expresiones emocionales. Sin embargo, los estudios han demostrado que el estado de ánimo del observador no afecta el efecto de raza cruzada.

### La cognición social
Las investigaciones han mostrado que las personas tienden a pensar de manera más categórica acerca de los miembros del exogrupo y más individualmente sobre los miembros del endogrupo. Por ejemplo, los miembros del exogrupo pueden asociar rasgos faciales específicos con una raza o grupo étnico en particular, y no notar las sutiles variaciones de tono de piel, color de ojos, o la textura del cabello que los miembros del endogrupo reconocen. El pensamiento categórico sucede de manera más consistente para los participantes del grupo externo, mientras que la individuación hace exactamente lo contrario. Estos diferentes puntos de vista entre los miembros del exogrupo y del endogrupo han sabido influir en los procesos cognitivos conceptuales y mostrar que el efecto de raza cruzada en realidad tiene menos que ver con la raza que con diferentes niveles de procesamiento cognitivo que ocurren para los miembros del endogrupo y del exogrupo.

#### Desatención cognitiva
Otro conjunto de teorías cognitivas allegadas con el efecto de raza cruzada se enfocan en cómo la categorización social y la individuación influyen en la memoria del rostro. Algunos investigadores creen que la incapacidad de los miembros del endogrupo' para reconocer las diferencias en las características de los miembros del exogrupo puede ser explicadas a través de la desatención cognitiva. Ellos encuentran que la probabilidad de identificar falsamente a un miembro de un exogrupo se debe a una codificación automática de una cara sin procesar sus características únicas. Por lo tanto, cuando se presenta un miembro del exogrupo que tiene un rostro similar al que fue codificado, el miembro del endogrupo automáticamente, pero incorrectamente determina que el rostro ha sido "visto" antes. Estos estudios concluyen que la disminución del efecto de raza cruzada requiere que los individuos procesen las caras difiriendo étnicamente, con el fin de la codificación con individuación.

#### Hipótesis de profundidad de procesamiento
La profundidad de procesamiento también influye en la presencia del efecto raza cruzada. Las caras de la misma raza son más fácil de discernir correctamente debido al procesamiento profundo, que las caras de otras razas. Esta hipótesis, sin embargo, es controversial debido a su incapacidad para ser replicada dentro las investigaciones.

#### Desafíos para los modelos de cognición social
Hay dos desafíos a los modelos de la cognición social, (a) evidencia mixta frente a la accesibilidad raza, percepción de la cara, y la memoria y (b) los efectos del desarrollo y la capacitación en el efecto raza cruzada. En cuanto a la evidencia mixta, la creencia popular es que cuanto más alguien se expone a las personas de diferentes razas es menos probable que ellos sean afectados por el efecto de la raza cruzada. e han realizado estudios que apoyan esta teoría, pero otras investigaciones han mostrado resultados mixtos. Por ejemplo, los resultados de los estudios realizados donde la accesibilidad, cuan fácil o no es para una persona estar alrededor de gente de diferentes razas, a las diferentes razas es manipulado, mostró que este no siempre afecta la memoria del rostro. En segundo lugar en cuanto al desarrollo y la capacitación de los efectos, solo porque alguien muestra una mejora con el trato del efecto de raza cruzada debido a la exposición a la de raza cruzada de formación o experiencia, no es una predicción directa de un buen modelo cognitivo social. Para el modelo social cognitivo empezar explicando tales efectos tendría que haber evidencia de que las distinciones del endogrupo y el exogrupo ocurren evolucionando al tiempo exacto de que el efecto raza cruzada emerge en un niño. Hay alguna evidencia que muestra cuándo el efecto raza cruzada emerge primero, pero hay poca investigación directa ensayando la aparición del endogrupo y exogrupo reconociendo influencia en niños menores.

### Hipótesis de la experiencia perceptual
La hipótesis de la experiencia perceptual sugiere que las personas reconocen emociones en las personas de la misma raza con mayor precisión, porque las personas tienden a reunirse como amigos y gastan más tiempo con gente de la misma raza que personas de una raza diferente. Con más exposición viene una mayor pericia y habilidad para identificar emociones de gente en el mismo grupo racial.
El metaanálisis de Elfenbein y Ambady del año 2002 utiliza el término "aprendizaje emocional cultural" para referirse a esta hipótesis de pericia perceptual. Los autores sugieren que cuanto más tiempo se pase con miembros de diferentes razas, más familiar será uno con razas diferentes, y más se reduce efecto raza-cruzada. Factores importantes en el proceso de aprendizaje son la duración y frecuencia de la exposición y la motivación del aprendiz. El cerebro automáticamente aprende a procesar la información mejor y con más precisión.
De forma similar, uno puede puntualizar un estudio de Paul Ekman, que es más conocido por sus estudios en microexpresiones. Ekman und Friesen observó en 1976 que solo contacto con una raza extranjera aumenta el ratio de reconocimiento de expresiones faciales. Mostraron fotos de americanos blancos a una tribu en Nueva Guinea. Los americanos bien sonreían o se mostraban tristes o enfadados. Los miembros de la tribu que habían sido expuestos a extranjeros antes podían leer las emociones en las caras americanas mucho mejor que aquellos que no.
Las teoría de la pericia perceptual también sugiere que si identificamos los mecanismos del aprendizaje perceptual que controlan la pericia perceptual con estímulos faciales y no faciales entenderemos el efecto de raza cruzada. Hay muchos modelos que tratan de la pericia perceptual, pero todos estos modelos comparten la idea de que la habilidad para procesar caras humanas no se generaliza de la misma manera para todas las caras. Por lo tanto, estas teorías proponen que la segregación racial resulta en que la gente desarrolle mejor pericia en distinguir entre caras de nuestra propia raza o de una raza diferente. Estudios alrededor de estas teorías también sugiere que cuanto más es expuesto un niño al proceso de caras de raza-cruzada, menor será el efecto ce raza-cruzada. Sin embargo, si el niño no es expuesto a mucho procesamiento de caras de raza cruzada, el efecto de raza cruzada puede aumentar. Además, hay evidencia de que la exposición a largo y corto plazo al procesamiento de caras de raza-cruzada puede mejorar el reconocimiento.

#### Desafíos para los modelos de pericia perceptual
Los desafíos a los modelos de pericia perceptual son la evidencia combinada para las hipótesis de contacto interracial, y los variados resultados del efecto del entrenamiento. La evidencia combinada muestra que aunque hay alguna base para la teoría de que cuanto más contacto interracial una persona tiene, mejor reconoce a las personas con cruce de razas, toda la evidencia recogida no llega a la misma conclusión. Esta mezcla de resultados provoca que se debilite la relación entre la exposición a razas cruzadas y la habilidad de reconocimiento. Sin embargo, puede haber también un tercer factor que contribuye a estos hallazgos inconsistentes. Hay alguna evidencia de que la calidad del contacto de razas cruzadas tiene un efecto en esta relación. Por ejemplo, el estudio respalda la posición de que para ser capaz de reconocer caras de raza cruzada uno tiene que ser atento y esforzarse cuando codifique la cara en la memoria. Entrenar individuos ha demostrado reducir el efecto de raza cruzada en las personas, sin embargo este rápido comienzo es asociado con otro rápido desplazamiento de la habilidad. Aunque este entrenamiento a corto plazo puede trasladarse en entrenamiento a largo plazo, no es lo mismo que tener realmente una experiencia real con el efecto de raza cruzada. Finalmente, hay también otros procesos aparte de la pericia de percepción que pueden influenciar el reconocimiento de raza cruzada.

### Efectos de la cognición social
Otro razona la cruz-carrera-el efecto puede ocurrir es que las percepciones son a menudo afectadas por motivaciones, expectativas, y cognición social. En general, la creación de normas ha shaped y predispuso incluso percepciones sencillas como longitudes de línea. En plazos de percepción de caras, los estudios han mostrado que racially ambiguos afronta aquello ha sido identificado cuando uno corre u otro basado en su hairstyle está identificado cuando habiendo más características de la categoría racial representada por el hairstyle. De modo parecido, caras de un ambiguos pero la sombra igual está interpretada como más oscuro o el mechero cuándo acompañado por la etiqueta de cualquier "negro" o "blanco", respectivamente.

### Integración de las teorías del efecto raza cruzada

#### Prototipos
Las personas que desarrollan y almacenan un prototipo de rostro, cada vez que ellos encuentran un rostro único, para uno el o ella fue previamente encontrado (usualmente uno que difiere en características comparadas a su grupo étnico). De sus estudios, los investigadores han colcluído que cuando un individuo perteneciente a una origen étnico que difiere de si propia, él o ella forman un prototipo y lo reservan para futuros usos, siempre que sea necesario. La vista del prototipo suscita preocupación, porque los individuos que almacenan estos aspectos únicos pueden ignorar el hecho de que cada uno tiene rasgos que solo pueden ser especiales para su maquillaje, y no pueden aplicarse a todos los pertenecientes a ese grupo étnico o raza; así, este resultado en más falsas alarmas durante el testimonio de testigos presenciales o identificación de los autores de las formaciones.

### La teoría de los rasgos de la raza
En sus investigaciones de 1996, los investigadores se dieron cuenta de que cuando buscaban una entidad étnica, agrupando rostros y prosesando sin el reconocimiento étnico con detalles y rasgos. Los rostros descifrados que se adaptan de los estándares de un grupo étnico les puede faltar la esencia que los diferencia de sus rasgos característicos.
Esto es apoyado por el descubrimiento de que cuando clasificamos facialmente a otras razas tendemos a ser más rápidos que cuando lo hacemos con la propia. Esto sugiere que la raza parece ser una característica más perceptualmente relevante que otros rasgos faciales más exigentes cuando el rostro pertenece a una raza diferente. Algunos estudios de Seguimiento de ojos encontraron evidencia tentativa de tal hipótesis al demostrar que la gente busca en diferentes rasgos faciales en sí mismo frente a caras de otra raza. 
La tendencia general observada es que las personas fijan los ojos de un rostro con mayor probabilidad si pertenece al mismo grupo étnico que el observador ella o él mismo. Sin embargo, otros estudios encontraron solo diferencias tan marcadas entre el comportamiento de aspecto observadores asiáticos y europeos y estas diferencias se mantuvieron estables durante las dos caras de propia y otra raza. Esto se explicó anteriormente como derivada de un gradiente de densidad más agrupadas para las caras otra raza de las mismas caras de carrera. El razonamiento es que esto hace más nodos para llegar a ser activados en respuesta a una cara otra-la raza, lo que resulta en la clasificación más rápido, pero menos discriminabilidad en términos de memoria. Sin embargo, estas teorías basadas en ejemplares no pueden explicar por qué las caras que son ambiguos en cuanto a la información de la categoría social pueden influir en el reconocimiento.

### Teoría de hipótesis del contacto
Un método investigadores han sugerido para ayudar a apaciguar la prevelence del efecto cross es a través de la aplicación de la hipótesis de contacto. Reconocimiento e identificación precisa de caras otra raza, los investigadores han deducido, se deriva de una diferencia en las experiencias que se relacionen con los grupos étnicos individuales de aprendizaje. El efecto de la raza cruzada se puede reducir por grupos étnicos exposición continua que difieren de propia de uno; las interacciones más positivas que se producen entre dos grupos étnicos, el más heterogéneo de los grupos étnicos se parecen ser. El tipo de contacto experimentado entre los dos grupos étnicos también juega un papel importante en la eficacia de esta hipótesis ", el más íntimo el contacto, mayor será la posibilidad de reconocer con exactitud se vuelven un miembro de una etnia diferente a la propia.

## Conclusiones empíricas

### El efecto raza cruzada a través de los grupos étnicos.
Aunque la mayoría de los estudios realizados sobre el efecto cross son con los participantes en blanco y negro, también hay numerosos estudios realizados con personas de diferentes orígenes étnicos. Por ejemplo, hay estudios realizados que comparan hispana con los participantes en blanco y negro, negro con los participantes blancos y japoneses, chinos con los participantes coreanos y blancos, los participantes turcos y alemanes, y finalmente un estudio se ha realizado comparando Judíos árabes e israelíes. Los datos de todos esos estudios han llegado a la misma conclusión. El efecto raza cruzada es evidente entre toda la gente de todas las diferentes razas.

### Bases morfológicas
El efecto de cruce de raza tiene una base morfológica: La apariencia facial es morfológicamente diferente para orígenes étnicos diferentes. Esto fue establecido empíricamente, donde una gran serie de imágenes en 3D de rostros de diferentes etnias se agrupan automáticamente en grupos. En esta agrupación solo fueron usadas las distancias faciales entre puntos de referencia. El resultado fue que el género, así como el origen étnico, surgió como factor primario de pertenencia de grupo.

### Inmersión frente a educación

#### Niños y el reconocimiento de rostros
Con la ayuda de varios estudios realizados, los investigadores concluyen que la precisión de la memoria de los testigos se ve afectada de manera significativa por la identidad étnica tanto del sospechoso como del testigo ocular, un individuo puede reconocer con mayor precisión una cara que pertenece a su raza que un individuo cuya raza difiere de la suya propia. Estudios anteriores han analizado cómo el efecto cross-raza afecta a los adultos durante el testimonio de testigos presenciales, pero no tiene en cuenta la posible existencia de factores de confusión relacionados con la edad: por un lado, como un individuo se hace mayor y se encuentra con más miembros del otro grupo étnico en cuestión, la novedad de la diferencia étnica se va y hace que sea menos molesto, y el individuo puede pagar cantidades superiores absolutas y relativas de la atención a las distinciones sutiles entre los miembros de ese grupo, por otro lado, el tiempo también aumenta la exposición del individuo a los prejuicios que prevalecen en su / su propio grupo interno, así como agravando los efectos de cualquier sesgo de autorrefuerzo que las exposiciones individuales, respecto de su / sus opiniones preexistentes. a literatura disponible sobre este tema es minutos y contradictorios; algunos investigadores han encontrado una prevalencia de los efectos recíprocos de la carrera, tanto en niños blancos y negros, sin embargo, otros han reportado hallazgos de hijos que posean la capacidad de discernir otras carreras se enfrenta con precisión. En su objetivo de identificar las diferencias de desarrollo, investigadores como Pezdek et al. descubrieron que los niños a reconocer caras que pertenecen a su propia raza con más eficacia que las caras que pertenecen a otra raza.

## Consecuencias

### Parcialidad de la identificación de razas cruzadas
Este efecto se refiere a la habilidad decreciente de las personas de una raza para reconocer caras y expresiones faciales de personas de otra raza. Esto difiere de la parcialidad de la raza cruzada porque este efecto es encontrado sobre todo durante la identificación como testigo presencial así como en una fila de sospechosos. En esas situaciones, muchas personas sienten como si las razas distintas de la propia se ven parecidas, y tienen dificultad para distinguir entre miembros de grupos étnicos diferentes. La parcialidad de la identificación de razas cruzadad también es conocida como efecto de desinformación desde que las personas han considerado estar desinformadas sobre otras razas y tienen dificultad para identificarlas. En un estudio relacionado con testimonios de testigos presenciales, los investigadores examinaron cuarenta participantes en una zona de diversidad racial en Estados Unidos. Los participantes vieron un video de un delito contra la propiedad que se cometen, y luego en las próximas 24 horas llegó a recoger el sospechoso de una foto line-up. La mayoría de los participantes en el estudio, ya sea identificado erróneamente al sospechoso o afirmaron que el sospechoso no estaba en el line-up en absoluto. La correcta identificación del sospechoso ocurrió más a menudo cuando el testigo ocular y el sospechoso eran de la misma raza. En otro estudio, se pidió a 86 empleados de las tiendas de conveniencia de identificar tres clientes: uno blanco, uno negro y uno de México, todos los cuales habían comprado en la tienda de ese mismo día. Los empleados tendieron a identificar a los clientes que pertenecían a su propia raza con precisión, pero fueron más propensos a cometer errores cuando intentaron identificar a miembros de otras razas. Mientras tanto, otro estudio encontró que "la intoxicación por alcohol reduce el sesgo propio de la raza en el reconocimiento de la cara", aunque por alterar la percepción exacta y dejando en su lugar o el aumento de errores aleatorios en lugar de mejorar el reconocimiento facial de los miembros de otros grupos.
Ha habido cierto desacuerdo sobre la consistencia de la parcialidad propia raza. Sin embargo, los datos obtenidos de múltiples estudios demuestran que el sesgo propio de la raza es constante. El sesgo propio de la raza se presenta en personas de todas las razas. Desde la identificación de testigos puede ser problemático, las investigaciones han comenzado a realizar estudios de los sesgos propios de la raza que utilizan más la medicina forense. Este tipo de investigación tiene que prestar más atención a las características y nivel de atractivo distintivos de un objetivo. Si un objetivo es muy distintivo o muy atractiva, que podría reducir el efecto cruzado de la raza porque esa persona sería más fácil de identificar.
Expertos en psicología coinciden en que el efecto raza cruzada es una ocurrencia común durante el testimonio en la corte cuando un testigo está tratando de recordar a una persona. Con el fin de reducir el efecto de la raza cruzada ha habido varios cambios en la forma que los policías manejan la identificación de testigos. Por ejemplo, para reducir el sesgo de identificación cruzada raza Gran Bretaña tiene una ley que establece la policía deben incluir el sospechoso en una formación con al menos otras ocho personas que comparten características similares a él o ella. Esto obliga al testigo a utilizar su memoria de las características de los sospechosos, no la raza del sospechoso, como una forma de identificación.

### Economía
En un mundo globalizado, donde diferentes razas colaboran y negocian contratos, licencias, derechos y decisiones políticas, uno ve claramente los impactos negativos del efecto raza cruzada. Prof. Thomas (Departamento de Comunicación Intercultural, Regensburg, Alemania) dijo que al menos el 50% de las negociaciones-occidentales de China fracasan debido a la comunicación deteriorada. Contratos firmados Incluso conducen a resultados subóptimos en el 60-70% de los casos. "Tendencias en la Gestión de la Movilidad 2007" encontró que el 30% de las fallidas negociaciones podría ser indirectamente remonta a los efectos recíprocos de la carrera.
Consecuencias del efecto cruzado de la carrera incluyen la inteligencia emocional reducida, la evaluación negativa de la honradez, la disminución de la capacidad de comunicarse, la falta de empatía y la capacidad limitada para juzgar la situación general de una negociación.

## Formas de reducir el efecto de la raza cruzada
Un estudio fue hecho en el cual los participantes advirtieron sobre el cruce que corre y la idea que vieron los individuos hilisticalmente acorde a los estereotipos que no llevan a la correcta identificación de las expresiones faciales En cambio, los participantes fueron animados a concentrarse en las características faciales individuales. Los resultados de este estudio mostraron que el efecto de raza cruzada podía ser reducido y a veces eliminado cuando los participantes eran precavido de ello. Por lo tanto, el efecto cross-raza puede ser el resultado de personas que utilizan estereotipos para procesar de manera integral las caras en lugar de analítica ver las partes individuales de caras para identificar una emoción. Este estudio también muestra el efecto que la educación puede tener ayudando a la sociedad en general para reducir el efecto de raza cruzada. Cuando las personas son más conscientes de cómo pueden estar cayendo en la trampa de los estereotipos, pueden hacer juicios más precisos sobre los demás.

## Otrs lecturas
- Brigham, JC, Bennett, LB, Meissner, CA, y Mitchell, TL (2006). La influencia de la raza en la memoria de los testigos. En R. Lindsay, D. Ross, J. Lee, y M. Toglia, (Eds). En R. Lindsay, D. Ross, J. Lee, y M. Toglia, (Eds). En R. Lindsay, D. Ross, J. Lee, y M. Toglia, (Eds).
- Marcon, JL, Meissner, CA, y Malpass, RS (en prensa). Marcon, JL, Meissner, CA, y Malpass, RS (en prensa). Marcon, JL, Meissner, CA, y Malpass, RS (en prensa). Sage Publications.Meissner, C.A., & Brigham, J. C. (2001). Treinta años de investigar el sesgo propio de la carrera en la memoria para las caras: una revisión meta-analítica. Psicología, Política Pública, y la Ley, 7, 3-35.
- Sporer, S. L. (2001). Reconocimiento de rostros de otros grupos étnicos: una integración de teorías. Psicología, Política Pública, y la Ley, 7, 36-97.

- Datos: Q820926